# Georgs Andrejevs
Georgs Andrejevs (Tukums, municipi de Tukums, RSS de Letònia, 30 d'octubre de 1932) és un polític, diplomàtic i metge letó, militant del partit Via Letona. Fou eurodiputat al Parlament Europeu entre 2004 i 2009, així com ministre d'Afers Exteriors entre 1992 i 1994.
De 1953 a 1959 va treballar com a paramèdic a una estació de primers auxilis de Riga. El 1959 va ser admès com a metge i el 1960 com a anestesista. Entre 1959 i 1962 fou cap de departament de la Clínica Pauls Stradiņš de Riga, abans que es traslladés a l'Institut de Medicina de Riga, on va actuar com a investigador (1962-1964), professor (1964-1974) i, finalment, cap de departament (1974-1990).
Andrejevs es va traslladar a la política i va ser membre del Soviet Suprem de Letònia des 1990 fins a 1992, en el que va ser secretari de la Comissió d'Afers Exteriors. Després de la independència de Letònia, va ser elegit diputat de la cinquena Saeima (Parlament letó) des de 1993 fins a 1995. Fou secretari de la Comissió d'Afers Exteriors entre 1993 i 1994, així com tingué el càrrec de cap de la delegació de Letònia al Consell d'Europa. De 1992 a 1994 va ser ministre d'Afers Exteriors de Letònia.
Un cop retirat de la política activa, va ser cap de departament a l'Acadèmia Letona de Medicina entre 1994 i 1995. El 1995 es va convertir en membre de ple dret de l'Acadèmia de Ciències de Letònia.
Com a ambaixador de Letònia, va actuar en primer lloc al Canadà entre 1995 i 1998, i després al Consell d'Europa entre 1998 i 2004.
En aquest període, va ser president dels Representants Permanents dels Ministres del Consell d'Europa de 2000 a 2001, i president del Grup de Treball del Comitè de Ministres per a la cooperació entre el Consell d'Europa i la Unió Europea entre 2001 i 2003. També va ocupar el càrrec de president interí del Cos Diplomàtic d'Europa. L'any 2004 va ser escollit eurodiputat del Parlament Europeu pel seu partit, estant adscrit al grup del Partit de l'Aliança dels Liberals i Demòcrates per Europa, acabant el seu mandat l'any 2009.
Andrejevs és comanador de l'Orde de les Tres Estrelles.